# Christoph Blocher
Christoph Blocher, född 11 oktober 1940 i Schaffhausen och med så kallad hemortsrätt i Schattenhalb (kantonen Bern), Zürich och Meilen (kantonen Zürich), är en schweizisk politiker, juris doktor och mångmiljonär (genom sitt företag EMS-Chemie).
Internationellt har han blivit mest känd för sitt motstånd mot såväl EES som mot EU.

## Politisk karriär
- Ledamot i kommunfullmäktige i Meilen 1974–1978
- Ledamot i kantonsrådet i Zürich 1975–1980
- Ordförande i Schweiziska folkpartiet i kantonen Zürich 1977–2003
- Invald i Förbundsrådet 10 december 2003
- Justitie- och polisminister 2004–2007